# Koča pri izviru Soče
Die Koča pri izviru Soče (deutsch Hütte an der Quelle des Soca) ist ein Gebirgsaußenposten in 886 m. i. J. Höhe unterhalb der Quelle des Flusses Soča in Trenta.

## Geschichte
Die Hütte wurde im Jahre 1953 von einer italienischen Militäreinrichtung umgebaut und später wieder aufgebaut und erweitert. Sie wird vom Bergsteigerverband Jesenice verwaltet und vom 1. Mai bis Ende Oktober gepflegt. Die Hütte verfügt über einen 24-Sitzer-Essbereich und eine Bar. Sie bietet Unterkunft in zwei Zimmern mit 14 Betten und einem gemeinsamen Schlafzimmer mit 20 Betten.

## Zugang
- entlang der Asphaltstraße über den Vršičpass (nach Zadnja Trenta)
- zu Fuß vom Vršičpass circa 1:30 h oder von Log Čezsoški nach Trenta in 1:15 h

## Passage
- bis Zavetišče pod Špičkom (2064 m) 4 h

## Touren
- zur Quelle des Flusses Soča 10 min.
- auf den Planina Zapotok (1385 m) 2 h
- auf Bavški Grintavec über Planina Zapotok (2245 m) 5–6h